# Alla Bastert-Tkachenko
Alla Bastert-Tkachenko (russisch Алла Ткаченко; * 23. Januar 1974 in Moskau) ist eine ehemalige russische Profitänzerin und heutige Tanzsporttrainerin, Wertungsrichterin und Choreografin.

## Leben
Schon früh in ihrem Leben kam Alla Bastert-Tkachenko mit dem Tanzsport in Kontakt. Im Alter von 6 Jahren machte sie in einer Kindergruppe in Moskau die ersten Schritte in Richtung einer Meistertänzerin. Bei den russischen Meisterschaften im Kinder-, Junioren- und Jugendbereich sammelte sie etliche Meistertitel. Es lag nahe, dass Alla bereits mit 16 Jahren ein Studium der Tanzpädagogik begann, welches sie 1994 mit einem Diplom abschloss. 1994 war ein ereignisreiches Jahr, sie wurde Osteuropameisterin in den Standardtänzen und lernte dann ihren zukünftigen Tanzpartner Dirk Bastert kennen, den sie 1997 auch heiratete.
Von 1998 bis 2002 tanzten beide für Russland und wurden in dieser Zeit russische Meister der Amateure und Vierter der Weltmeisterschaft. Auf dem Höhepunkt der Amateurkarriere trat sie mit dem Gewinn des World Cups 1999 über in das Lager der Professionals. Hier konnte sie direkt weitere Erfolge erzielen: russische Meisterin der Professionals über 10-Tänze, russische Vizemeisterin in den Standardtänzen, EM-Bronzemedaille und Vierte der WM standen am Ende zu Buche.
Neben der erfolgreichen Tanzlaufbahn absolvierte Alla Bastert-Tkachenko ein Fernstudium an der staatlichen Universität von Moskau für Design und Technologie von 1996 bis 2002, welches sie zum Abschluss brachte als Diplom-Ingenieurin/Designerin.
Im Jahr 2002 wechselte das Paar zum Deutschen Professional Verband (DPV) und vertrat von diesem Zeitpunkt an Deutschland bei internationalen Turnieren. Sie avancierte zur Seriensiegerin bei deutschen Meisterschaften. 5 mal konnte sie bei den Professionals den Titel erringen und war mehrfach in den Finals bei Welt- und Europameisterschaften vertreten. Im Jahr 2003 wurde Alla Bastert-Tkachenko im Verein Sportler für Organspende (VSO) aufgenommen.
2006 trat sie vom aktiven Leistungssport zurück, wurde Trainerin und konnte 33 Deutsche Meistertitel, 165 Westdeutsche Meister, Vizeweltmeister und World-Cup-Sieger erreichen. 2013 erhielt sie den „Trainer Award“ des DTP. Viele Jahre war sie Sportdirektorin des „Art of Dance Köln e.V.“ und ist seit 2020 dessen Geschäftsführerin.
Für den DTV wertete sie mehrfach Deutsche Meisterschaften und hat eine Lizenz des World Dance Council (WDC).
In der RTL Tanz Show Let’s Dance war sie 2006 Chef-Choreographin und trainierte die Moderatoren Hape Kerkeling und Nazan Eckes. Auch in der zweiten Staffel tanzte sie, wie schon in den Shows zuvor, im Trailer der Sendung und coachte als Tanzchoreographin/Trainerin die Prominenten für spezielle Showeinlagen.
In den Jahren 2011 und 2012 arbeitete Alla Bastert-Tkachenko als Chefchoreographin und Trainerin für die RTL Doku-Soap Alles was zählt.

## Erfolge
Als Tänzerin:
- 8-fache russische Meisterin
- 6-fache deutsche Meisterin
- Bronzemedaille bei Europameisterschaften[2]
- mehrfache Finalistin bei Weltmeisterschaften der Amateure und Professionals
- Word-Cup-Siegerin

Als Trainerin:
- 165 mal Westdeutscher Meister
- 33 mal Deutscher Meister
- 10 mal WM-Finale
- Europa Cup
- Vize-Weltmeister
- World-Cup-Sieger